# Жулебино (бывшая деревня)
Жуле́бино — бывшая деревня в Московской губернии, затем в Московской области, располагавшаяся к востоку от Москвы по обеим сторонам Рязанской дороги. Была включена в состав Москвы в 1985 году. Сейчас большинство домов деревни не снесено, хотя плотно обстроено новостройками микрорайона Жулебино.

## История
Деревня впервые упоминается в 1645 году, хотя возникновение этой деревни относится к 1499 году. Согласно одной из версий, своё название она получила от представителя боярского рода Андрея Тимофеевича Остеева, который имел прозвище Жулеба, то есть хитрец.
По другой версии, название происходит из балтских говоров, на которых разговаривало подмосковное племя голядь, и связано с древнепрусским gulbis, литовским gulbė «лебедь». Кроме того, что Жулебино располагается на речке Голедянке, это может также подтверждаться наличием дублирующих друг друга названий расположенных рядом речек Жулебинка и Лебединка — притоков р. Гжать.
С 1743 года деревня вместе с располагавшимся неподалёку Выхином вошла в Кусковскую вотчину Шереметевых, а с 1861 году — в Выхинскую волость Московского уезда, которая после революции была переименована в Ухтомскую.
В 1929 году создаётся Ухтомский, впоследствии Люберецкий район с центром в городе Люберцы, куда входили деревни Выхино и Жулебино.
Позже в Жулебине был создан колхоз имени 3-й пятилетки.
Во второй половине 1940-х годов регулярные почтово-пассажирские и грузо-пассажирские авиарейсы выполнялись с аэродромов Остафьево и Люберцы (Жулебино). Около деревни находился военный аэродром. В 1991 году аэродром уменьшили для постройки одноимённого спального района.

### В составе Москвы
Деревня и окружающая территория включены в состав Москвы в 1985 году; вокруг деревни построен новый микрорайон Жулебино. При этом деревянные дома бывшей деревни сохраняются до сих пор в районе Жулебинской улицы и одноимённого проезда, а также 1-го, 2-го, 3-го и 4-го Люберецких проездов.
В 1991 году был создан временный муниципальный округ «Жулебино» (до 1992 года включавший также Некрасовку). В 1995 году был создан район «Выхино-Жулебино», в который вошли территории временных муниципальных округов «Выхино» и «Жулебино».